# Bercsényi Építész Kollégium
A Budapesti Műszaki és Gazdaságtudományi Egyetem (BME) Építészmérnöki Karának (ÉPK) kollégiuma.
Címe: 1117 Budapest XI. ker., Bercsényi u. 28–30.
278 fős.

## Történet
A Bercsényi Építész Kollégium (kezdetben Rózsa Ferenc Kollégium) 1963-ban nyerte el a kollégiumi státuszt. Ezt megelőzően diákotthonként működött. A kollégiumi cím elnyerésével vált koedukált és csak a Budapesti Műszaki Egyetem Építészmérnöki Karának hallgatói által lakott intézménnyé.
A kollégiummá válással egy időben indult meg az épületben az aktív művészeti és kulturális élet is. Az akkori építészhallgatók Holub János kollégiumi igazgató támogatásával és patronálásával kezdtek bele abba a szerteágazó szervezői, szerkesztői és alkotói tevékenységbe, amely a rendszerváltás előtti budapesti kulturális élet egyik csomópontjává tették az épületet. A kollégiumban Bercsényi Klub néven művészeti galéria és Bercsényi 28-30 néven folyóirat működött, valamint rendszeresek voltak más budapesti helyszínen el nem érhető kortárs koncertek is. Itt adta első koncertjeinek egyikét az Omega együttes és rendszeresen itt lépett fel a Syrius, a Balaton, az Európa Kiadó és a Spenót együttes.
A galéria olyan fiatal művészek és művészeti csoportosulások kiállításainak és performaszainak adott otthont, mint Sugár János, Erdély Miklós, St. Auby Tamás, feLugossy László, Brett Schneider, Xertox csoport.
Ezen korszak fő dokumentációs felülete a Bercsényi 28-30 folyóirat volt, amelynek feldolgozása a 2004-ben lezajlott Bercsényi 28-30 Tavasz program keretén belül kezdődött el és a mai napig folyamatban van.

## A Bercsényi 28-30 folyóirat
A Bercsényi 28-30 című lap első száma 1963 őszén jelent meg. A kezdetben kollégiumi lapként működő folyóirat idővel túlnőtte a Bercsényi Kollégium falait és a rendszerváltás előtti Magyarország meghatározó építészeti és művészeti orgánuma lett. A lap története három korszakra bontható:
Az 1960-as évek kezdeti időszakára még a kollégiumi hallgatói lap hangvétel és lépték volt jellemző, ezen lapszámok az abban az időben a kollégiumban működő író és művészeti körök munkáit prezentálta. A korszak meghatározó szerzői és szerkesztői Horváth György, Kovács Ferenc és Kulcsár Attila voltak.
Az 1970-es években Noll Tamás vette át a lap szerkesztését, aki külföldi építészeti- és művészetelméleti szövegek fordításaival, valamit hazai elméleti szövegekkel kívánta megtölteni a lapot. A Bercsényi 28-30 folyóirat az ő szerkesztői működése alatt vesztette el pusztán kollégiumi kötöttségét és lett országos jelentőségű lappá. A korszak meghatározó szerzői és szerkesztői még Ekler Dezső, Golda János, Bodnár Attila voltak.
Az 1980-as évekre a lap alapvetően az akkorra intenzívvé vált művészeti-kulturális élet dokumentációs felületévé vált. A szerkesztők és szerzők Taksás Mihály, Turi Attila, Borza Endre felmérve a kollégium adott korban betöltött jelentőségét igyekeztek az ott folyó eseményeket minél hűebben megőrizni az utókornak.
A lap szerkesztői, szerzői és fordítói között továbbá olyan nevek tűntek fel, mint Ferkai András, Masznyik Csaba, Rajk László, Dévényi Tamás, Ertsey Attila.

## A kollégium ma
A rendszerváltás után létrejövő megannyi kulturális és művészeti hely és intézmény okán gyakorlatilag a kollégium azonnal elvesztette kiemelt státuszát. A Bercsényi Klub és a Bercsényi 28-30 folyóirat megszűnt. Ennek ellenére a szakmai és kulturális élet működése szűkebb keretek között ugyan, de tovább folyt és folyik mai napig.
A kilencvenes évek elején Bor István Archiválva 2014. július 14-i dátummal a Wayback Machine-ben és Molnár Csaba a Budapesti Műszaki Egyetem Építész Kari Tanácsában ösztönözték egy a Bercsényi Kollégium kulturális hagyatékát továbbvivő hallgatói szervezet megalakulását. Ez az elhatározás hozta létre 1996-ban a Bercsényi Építész Szakkollégiumot (2006-tól Építész Szakkollégium), amely mai napig aktív szakmai és kulturális tevékenységet folytat a Bercsényi Kollégium negyedik emeletén.
Az Építész Szakkollégium folytatta a 2000-es évig a Bercsényi Klub hagyományait és működtetett galériát a Kollégium földszintjén. 2013-ban pedig az Építész Szakkollégium Strike néven hozott létre új építészeti-kulturális lapot a Bercsényi 28-30 folyóirat mintájára. Az elmúlt évek során pedig megkezdődött a Bercsényi Kollégium múltjának feltárása, rendezvényeken, kerekasztal beszélgetéseken és a Bercsényi 28-30 folyóirat archiválásán keresztül. Ennek a munkának köszönhetően 2014-ben a Bercsényi Kollégium szerepelt a 14. Nemzetközi Velencei Építészeti Biennále (Velencei biennálé) Lifting The Curtain című partner eseményén.
Idővel a régi szakmai körök mintájára létrejöttek a BME Építészkar Hallgatói Képviselete által támogatott és fenntartott Öntevékeny körök, amelyek szintén megannyi kulturális programmal töltik meg az épületet. Rendszeresek a filmvetítések, az építészeti, művészeti előadások, illetve fotó és szitanyomda labor is működik a kollégiumban. Bercsényi Gödör néven pedig az alagsorban kapott helyet a kollégium koncert és bulihelye.